# William Dyce

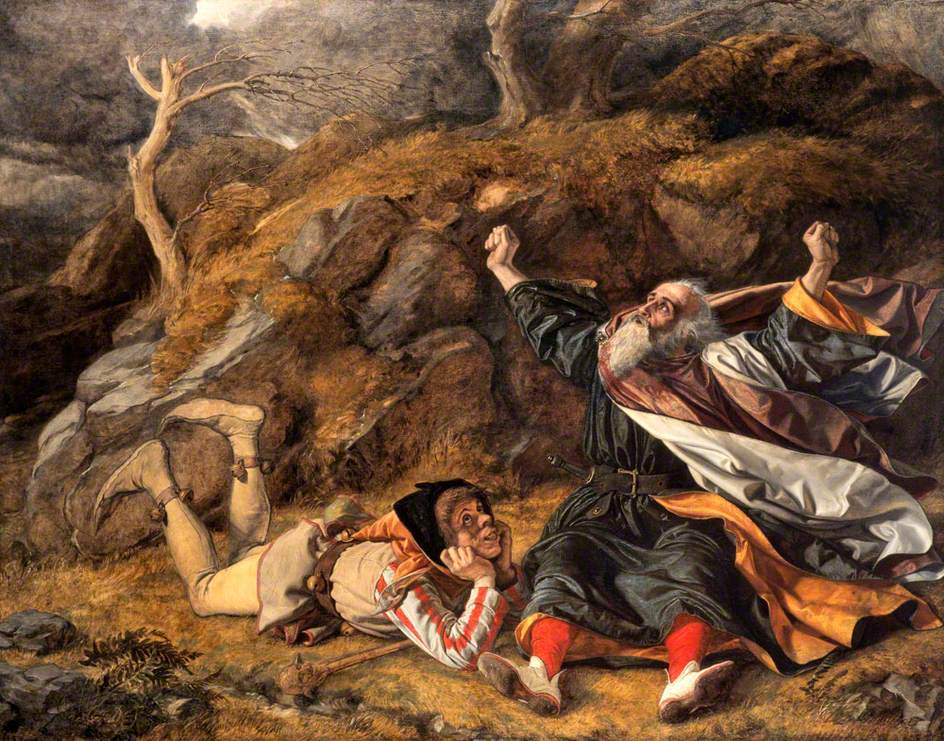
El rey Lear y el bufón en la tormenta

William Dyce (Aberdeen, Escocia, 19 de septiembre de 1806— Streatham, Surrey, 14 de febrero de 1864) fue un pintor escocés del siglo XIX.

## Biografía
Nacido en Aberdeen, estudió en el Marischal College de esta ciudad, obteniendo una formación intelectual no muy frecuente en un artista. Con posterioridad, entró en la Escuela de Bellas Artes de Edimburgo, pasando después a la Royal Academy de Londres en 1824, para estudiar pintura. Luego viajó a Roma por vez primera en 1825. Mientras estaba allí, estudió las obras de Tiziano y de Poussin; precisamente este último le inspira el orimer cuadro que presenta en la Royal Academy: Baco raptado por las ninfas. 
Volvió a Roma en 1827, y esta vez se quedó un año y medio, y durante este período parece que conoció al pintor nazareno alemán Friedrich Overbeck, haciéndose amigo de él; también conoció a Cornelius y Schnorr von Carolsfeld. Residió principalmente en Roma.
Después de estos viajes, se estableció durante un tiempo (1830-1837) en Edimburgo. Se mantuvo primero pintando retratos, pero pronto se dedicó a otros temas artísticos, especialmente los religiosos, que eran sus preferidos. 
En febrero de 1837 fue nombrado maestro de la escuela de dibujo del Board of Manufactures, en Edimburgo. De ese mismo año data su folleto sobre la enseñanza de las Bellas Artes: «The Best Means of Ameliorating the Arts and Manufactures of Scotland in point of Taste». Se trasladó entonces a Londres, convirtiéndose en profesor en la Escuela de Dibujo de (School of Design), recién fundada en Somerset House. La Escuela le encargó que visitara escuelas públicas de arte en Francia, Prusia y Baviera, informando después sobre sus métodos de enseñanza. En 1840 se imprimió su informe, que llevó a una remodelación del establecimiento. Ese año se convirtió en director de la escuela, pero dimitió tres años después. 
En este momento de su carrera, quizás por su relación con los nazarenos, se le consideró un experto en la pintura al fresco, a la que dedicó sus esfuerzos como pintor. Gozó de la protección del príncipe Alberto. Decoró un pabellón de los Jardines del Palacio de Buckingham. Posteriormente, fue seleccionado para adornar las paredes del Palacio de Westminster (1844), en sustitución de William Etty. Regresó a Italia en 1845-7, para observar las técnicas al fresco empleadas allí en la preparación para la obra de Westminster. Quedó particularmente impresionado por los frescos de Pinturicchio en la Biblioteca Piccolomini de Siena, así como por las obras de Perugino. Fueron estas decoraciones al fresco las obras que le dieron más prestigio.
En 1848 fue admitido como miembro permanente de la Royal Academy, donde expuso con regularidad. Era una persona profundamente religiosa, ejemplo de anglo-católico, lo que influyó en su amistad con el grupo de los nazarenos, pues en su obra refleja un misticismo análogo al de los artistas alemanes. Consideraba que debían unirse, en la sociedad, el liderazgo laico y el religioso.
Dyce se casó en enero de 1850 con Jane Brand. Tuvo dos hijos y dos hijas. Falleció en Streatham el 14 de febrero de 1864.

## Estilo

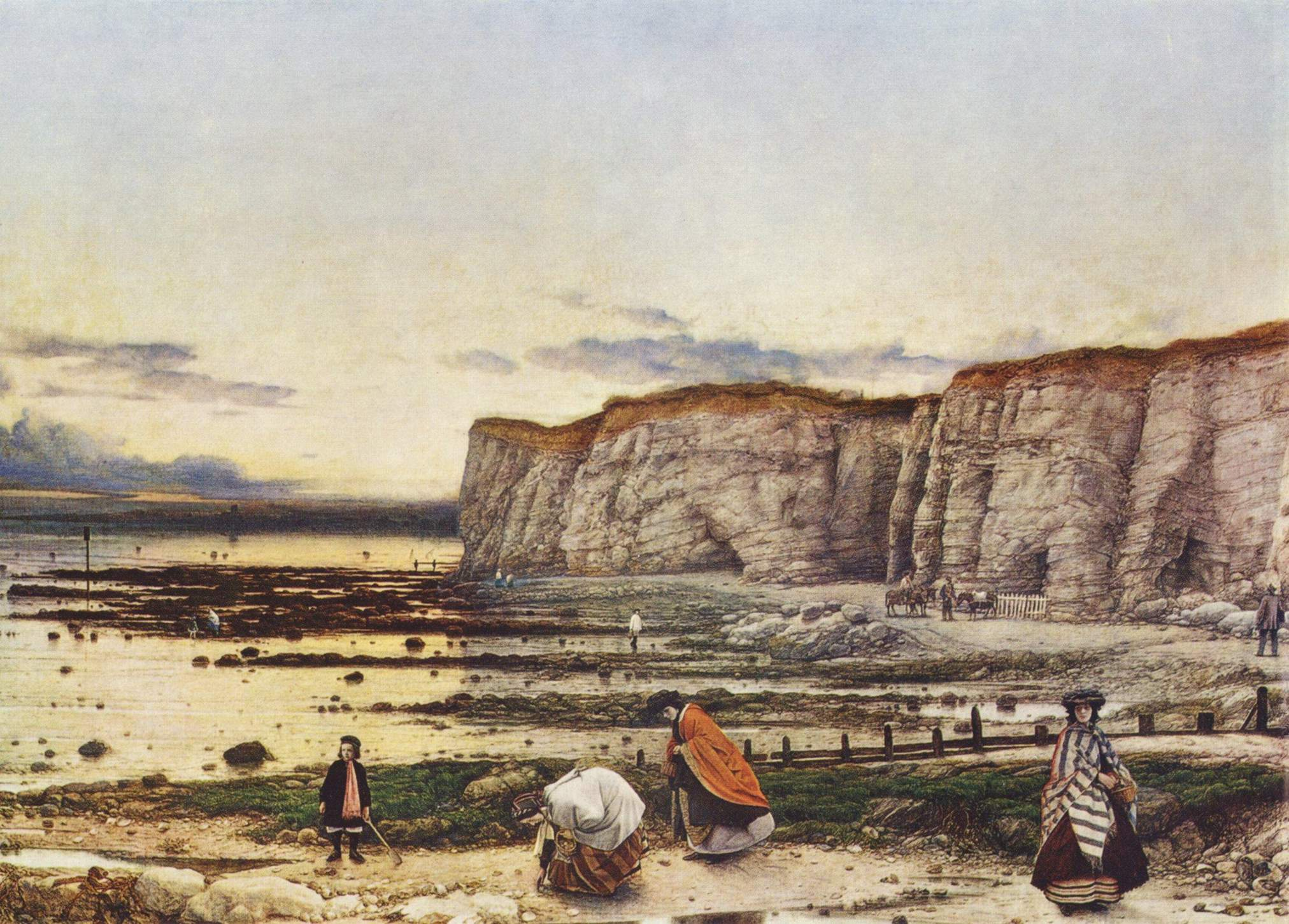
La bahía de Pegwell en Kent. Recuerdo del 5 de octubre de 1858, h. 1859-60, óleo sobre lienzo, 63 × 89 cm, Tate Gallery, Londres.

Dyce realizó principalmente lienzos al óleo y frescos. Sus temas suelen ser religiosos, extraídos del Antiguo Testamento. En los años treinta hizo ante todo retratos. Posteriormente, se dedicó más a los paisajes. Reflejó lugares concretos que pretende describir meticulosamente, de manera científica y realista.
En su juventud cultivó un estilo cercano al duro y seco de los nazarenos, cuyo misticismo se nota en su observación de la realidad y del mundo natural. Posteriormente fue evolucionando y, en su madurez, se aproximó a los ideales estéticos de los prerrafaelitas. Se aprecia en particular la influencia de Millais y William Holman Hunt en sus paisajes.
No obstante, los talentos de Dyce fueron variados, y también se distinguió en la realización de cartones para vidrieras y como músico. En efecto, fue un buen organista y fundador de una sociedad (Motett Society) para el renacimiento de la música antigua. Publicó una edición del Libro de Oración Común (1843-1844), con una disertación sobre el canto gregoriano, y su adaptación al idioma inglés.

## Rey Arturo
Dentro de los frescos que realizó, están los de la Sala de Togas de la Reina, en el recientemente acabado Palacio de Westminster. Eligió ilustrar las distintas virtudes cristianas en la leyenda, y tuvo algunas dificultades a la hora de adaptar el amor cortés de los cuentos de Mallory a la moral victoriana. La leyenda artúrica se hizo popular más tarde en la época victoriana, pero cuando Dyce recibió el encargo de decorar la estancia en 1847, aún era un tema poco conocido. La leyenda pronto se convirtió en un gran problema para Dyce, al convertirse en la infidelidad de la reina, que causa la caída del reino. Después de experimentar inicialmente con una secuencia narrativa en la que el cuento se desarrollaría en los paneles de la habitación, Dyce abandonó esto en favor de un enfoque alegórico. Tal como lo acabó, los frescos de Dyce representan escenas de la leyenda artúrica que se pretende que ejemplifiquen las virtudes inscritas bajo ellos. Las acciones de las figuras en los frescos parecen, al espectador moderno, transmitir cualidades cuyo estatus como virtudes es incierto, y la conexión entre los episodios de la leyenda artúrica y las virtudes que representan es a veces difícil de discernir. Las virtudes representadas son la compasión, la hospitalidad, la generosidad, la religión, y la cortesía. Dos frescos proyectados, el Valor y la Fidelidad, nunca se ejecutaron.

## Obras
La mayor colección de obras de Dyce, que incluye cuadros y dibujos preparatorios, se encuentra en la Galería de Arte de Aberdeen, en Escocia. 
- Baco raptado por las ninfas (Bacchus nursed by the Nymphs of Nysa), expuesto en la Royal Academy en 1827, Galería de Arte, Aberdeen.
- Virgen con niño (Virgin and Child) o The Madonna and Child, 1828 y 1846
- Las hijas de Jetró defendidas por Moisés (The Daughters of Jethro defended by Moses), 1829
- Puck, 1829
- La Edad de Oro (The Golden Age), 1830
- Hércules niño estrangulando a las serpientes (The Infant Hercules strangling the Serpents), 1830, National Gallery, Edimburgo
- Cristo muerto (A Dead Christ), 1835, retablo
- The Descent of Venus, 1836, según la obra Triumph of Love de Ben Jonson
- El juicio de Salomón (The Judgment of Solomon), 1836, cartón para tapiz, National Gallery de Edimburgo
- Francesca da Rimini, 1837, National Gallery de Edimburgo
- Dunstan separating Edwy and Elgiva, 1839
- Jonás lanzando la flecha de la liberación (Joash shooting the Arrow of Deliverance), 1844
- Encuentro de Jacob y Raquel (The Meeting of Jacob and Rachel), expuesto en 1845, Kunsthalle de Hamburgo
- El rey Lear y el bufón en la tormenta (King Lear and the Fool in the Storm), 1851
- Christabel, 1855
- Primer ensayo de Tiziano (Titian Preparing to make his First Essay in Colouring), 1856 – 1857, Galería de Arte, Aberdeen
- The Good Shepherd, 1859
- La bahía de Pegwell en Kent. Recuerdo del 5 de octubre de 1858 (Pegwell Bay - a Recollection of October 5th 1858), h. 1859-1860, Tate, Londres.
- St John bringing Home his Adopted Mother, 1860
- George Herbert at Bemerton, 1861
- Getsemaní
- La samaritana

Por lo que se refiere a los frescos, realizó pintura decorativa en varios lugares:
- «Consecration of Archbishop Parker», pintado en el palacio de Lambeth.
- Casas del Parlamento: «Baptism of Ethelbert» (1846); sala de togas, comenzada en 1848, sobre temas de la leyenda del rey Arturo.
- Frescos de temas sagrados en la iglesia de Todos los Santos, calle Margaret, Londres.
- «Comus»," en la casa de veraneo del Palacio de Buckingham.
- «Neptune and Britannia», en el Castillo de Osborne.

Dyce ejecutó algunos excelentes cartones para vidrieras, destacando uno para la catedral de Ely y otra para Alnwick; el dibujo de Pablo rechazado por los judíos, actualmente en South Kensington, pertenece a la segunda.